# 台北市立内湖高級工業職業学校
台北市立内湖高級工業職業学校（たいぺいしりつないここうきゅうこうぎょうしょくぎょうがっこう、Taipei Municipal Nei-Hu Vocational High School）は、台湾台北市にある工業高校（3年制高専）。

## 沿革
台北市立内湖高級工業職業学校（內湖高工）は、1980年代における台北市のハイテクおよび自動化産業推進政策を支援する目的で設立された。産業現場における熟練技術者の育成が急務と認識されたことから、台北市政府は電機・電子工学分野の初級技術者を育てる専門教育機関の設立に着手した。
1983年8月1日、台北市立大安高級工業職業学校の校内に準備室が設置され、呉燦陽氏が主任に任命され、創設準備の指導にあたった。
內湖高工は1986年7月に正式に開校された。

## 教育組織
- 情報工学科
- 制御工学科
- 電子工学科
- 電気工学科
- 冷凍および空調科
- 販売サービス科
- 体育専門クラス
- 応用外国語科
- マイコン修理科

## 基礎データ

### 歴代学長
1. 呉燦陽：1986年
2. 陳正邦：1995年
3. 王邦義：1999年
4. 黄文振：2003年

### 校歌
峨峨黌宇 內湖之浜 済済多士 夙夜敬勤
電機電子 参贊大鈞 求善求美 更求本真 　 　
虚之篤志 致知行仁 循序漸進 日新又新
成己成物 己立立人 振興工業 阜国阜民
吾校薪火 伝之無垠 中華民国 天地並存

### 部活
- 生徒会
- 風紀委員会
- 図書委員会
- 剣道部
- 弓道部
- 儀仗兵
- 写真同好会
- 吹奏楽部
- 漫画研究部
- バドミントン部
- 野球部
- サッカー部
- バスケットボール部
- 陸上競技部
- 水泳クラブ

## 主な出身者
- 陳書賢 - ニュースチャンネルのアンカー
- 林昀儒 - 台湾史上最年少の世界卓球選手権代表チームのメンバーです
- 許志豪 - 有名な歌手